# Emiliano Díaz del Castillo Zarama
Emiliano Díaz del Castillo Zarama (San Juan de Pasto, 22 de mayo de 1923- Bogotá, 2009) fue un historiador y político colombiano. Hijo de Pedro Díaz del Castillo Gutiérrez, exgobernador del departamento de Nariño, y de Raquel Zarama Astorquiza.

## Trayectoria
Abogado de la Pontificia Universidad Javeriana de Bogotá, alcalde de Pasto, diputado de Nariño, concejal de Pasto y Consacá, senador de la República y representante a la Cámara, entre otros cargos públicos y privados. Miembro de número de la Academia Colombiana de Historia desde el 24 de julio de 1990 y miembro correspondiente de una gran parte de las academias nacionales de historia en Iberoamérica.
Como historiador, sus principales intereses fueron la historia colonial de San Juan de Pasto (en especial, la configuración del cabildo en el siglo xvi), la genealogía en el sur de Colombia y los procesos de independencia en el actual departamento de Nariño, especialmente la batalla de Bomboná (1822), la historia de la familia Gutiérrez de Caviedes y la figura del adalid realista Agustín Agualongo, de quien ubicó sus restos mortales en la ciudad de Popayán y trasladó a San Juan de Pasto.

## Archivo histórico
Una de las facetas menos conocidas de Emiliano Díaz del Castillo Zarama fue su actividad como coleccionista de libros raros y manuscritos del sur de Colombia. Actualmente, su importante archivo histórico es conservado por la biblioteca Luis Ángel Arango del banco de la República en Bogotá.
Contiene cerca de catorce mil documentos manuscritos fechados entre 1541 y 1990 (con cuatro mil manuscritos anteriores a 1902) con información relativa a los actuales Estados de Colombia, Ecuador y Venezuela. Especialmente fuerte en documentos históricos del sur de Colombia (Nariño, Cauca y Putumayo), incluye, además, cerca de 600 ejemplares de prensa del siglo xix (en su mayoría nuevos títulos) y 400 impresos americanos anteriores a 1920. Dentro de los manuscritos se cuentan el único testimonio superviviente del acta de independencia de Cali (3 de julio de 1810), el archivo de la hacienda Bomboná (epicentro de la batalla de Bomboná en 1822), la correspondencia de Tomás Cipriano de Mosquera en Iscuandé (ca. 1824-1827), el manuscrito por el cual el general Leonardo Canal González se declaró presidente de la Confederación Granadina en 1862 y nombró a Pasto como capital de la República, y numerosos manuscritos coloniales referidos a encomiendas y culturas indígenas como los sindahuas y los andaquíes.

## Publicaciones
Además de 384 artículos en revistas colombianas e internacionales, escribió y publicó los siguientes libros:
- Economía del departamento de Nariño (1952). Pasto: Imprenta del Departamento;
- Agualongo: caudillo pastuso y prócer colombiano (1982). Pasto: Casa Mariana;
- El caudillo: semblanza de Agualongo (1983). Pasto: Tipografía y Fotograbado Javier;
- Cultura prehispánica nariñense (1985). Pasto: Tipografía Javier;
- San Juan de Pasto, siglo XVI (1987). Bogotá: Fondo Cultural Cafetero;
- Belalcázar: cofundador de Santa Fe de Bogotá (1988). Bogotá: Fenalce;
- Testimonio del acta de independencia de Cali (1990). Bogotá: CODIDELCAG;
- Gutiérrez de Caviedes: una familia de próceres (1992). Bogotá: Litoformas;
- Cabildos de San Juan de Pasto, 1573-1579 (1995). Bogotá: Academia Colombiana de Historia;
- Cabildos de San Juan de Pasto, 1561-1569 (1999). Bogotá: Academia Colombiana de Historia;
- Espíritu y sangre de Santa Teresa de Jesús en Colombia (1999). Bogotá: Academia Colombiana de Historia;
- La fuente de la cultura en la picota radical. Bogotá.
- La cultura en la evangelización del Nuevo Reino de Granada. Bogotá;
- ¿Por qué fueron realistas los pastusos? (2005). Pasto: Gobernación de Nariño.